# Lejeloven
Lejeloven, formelt Lov om leje, er en dansk lov, der gælder for leje af beboelseslejemål i private udlejningsejendomme samt parcelhuse og ejerlejligheder, såkaldt blandede lejemål og klubværelser. Loven regulerer således ikke almene boliger, erhvervslejemål og sommerhuse (når de udlejes til ferie- og fritidsformål). 
Formålet med loven er i stort omfang at beskytte lejeren ved bl.a. at sætte en grænse for hvor meget en udlejer må tage i husleje; lejen skal desuden stå i forhold til det lejedes værdi. Loven fastslår desuden, at der højst må opkræves tre måneders husleje som depositum, og at der skal føres et særligt varmeregnskab, og endelig præciserer loven hvilke regler, der gælder mht. vedligeholdelse og afholdelsen af udgifter i forbindelse med forbedringer af lejemålet.
Loven revideres jævnligt. Den seneste store ændring af lejeloven trådte i kraft den 1. juli 2015.
Lejelovgivningen er et af dansk rets mest komplekse lovområder, da reglerne er spredt på mange love. Ofte sammenlignes lejelovgivningen med skattelovgivningen i kompleksitet. Ca. 3% af alle retssager, der behandles ved domstolene er boligretssager.
Lejeaftalen:
En lejeaftale kan indgås mundtligt såvel som skriftligt, men hvis blot enten lejer eller udlejer kræver det, skal den være skriftlig. Der er ingen formkrav til, hvordan lejekontrakten udarbejdes, men i det omfang lejeaftalen ikke indeholder regler om, hvad der er aftalt, så gælder reglerne i lejeloven i stedet. Mange af reglerne i lejeloven er desuden præceptive (kan ikke ændres ved aftale), hvorfor det kræver stor ekspertise at lave en helt korrekt lejekontrakt.
De fleste lejekontrakter laves på en Typeformular A9 blanket (et standard dokument), hvilket sikrer at man får taget stilling til de mest væsentlige forhold i lejeaftalen. I dag (2017) er det kun Typeformular A9, som gyldigt må benyttes. Benyttes en ugyldig blanket er alle vilkår i aftalen, som stiller lejer ringere end hvad der står i lejeloven ugyldige.
Husleje:
Indenfor lejeretten taler man om regulerede og uregulerede kommuner. I de regulerede kommuner gælder boligreguleringslovens kapitel II-V, hvor der bl.a. er fastsat særlige regler om huslejens størrelse og regulering. De fleste kommune er regulerede. 
Fastsættelsen af huslejen vil derfor være afhængig af, om ejendommen ligger i en reguleret eller ureguleret kommune. Herudover afhænger huslejen bl.a. af:
- Ejendommens alder
- Hvor mange lejemål der er i ejendommen
- Lejemålets stand og beliggenhed

Både i regulerede og uregulerede kommuner kan der i særlige tilfælde aftales fri lejefastsættelse efter lejelovens § 53. Dette gælder bl.a. for beboelseslejligheder i ejendomme, der er taget i brug efter 31. december 1991. Hvis der er indgået en aftale om fri lejefastsættelse, kan huslejen kun sættes ned, hvis huslejen er urimelig høj, og dermed i strid med aftalelovens § 36.
Hvis udlejer kræver en for høj husleje, kan lejer kræve nedsættelse af huslejen. Hvis udlejer ikke vil nedsætte lejen, kan lejer indbringe sagen for huslejenævnet.  
Opsigelse:
Lejer kan bringe lejeforholdet til ophør ved opsigelse. Lejelovens udgangspunkt er, at lejer frit kan opsige lejeaftalen med 3 måneders varsel. Varslet er dog kun 1 måned, hvis lejemålet er et værelse, som er en del af udlejerens beboelseslejlighed, eller en del af et en- eller tofamiliehus, som udlejeren bor i. Det kan aftales, at lejer skal have et længere eller kortere opsigelsesvarsel. 
Herudover kan det aftales, at lejeaftalen skal være tidsbegrænset. Det betyder, at lejeforholdet ophører på et bestemt tidspunkt, og at lejeaftalen ikke kan opsiges i den periode, som tidsbegrænsningen er gældende. 
Udlejers muligheder for at opsige lejeforholdet er meget begrænsede og betingelserne i lejelovens §§ 82-83 m.fl. skal være opfyldt. Længden af udlejers varsel spænder fra 1 måned til 1 år.
Ophævelse:
Hvis lejer eller udlejer har misligholdt aftalen, kan den anden part ophæve lejemålet. 
Reglerne om udlejers ophævelse af lejeforholdet er udtømmende fastsat i lejelovens kapitel XIV. Lejeloven fastsætter også på enkelte punkter regler om lejers ophævelsesmuligheder, jf. eksempelvis lejelovens §§ 10, 12 og 15. 
Den mest hyppige årsag til udlejers ophævelse er, at lejer ikke har betalt huslejen til tiden. I så fald kan udlejer ophæve lejeaftalen efter lejelovens § 93, hvis en række betingelser er opfyldt. 
Indflytning og fraflytning:
Hvis udlejer udlejer mere end én beboelseslejlighed på tidspunktet for lejers indflytning, skal han syne beboelseslejligheden i forbindelse med indflytningen og udarbejde en indflytningsrapport, jf. lejelovens § 9, stk. 2-3. Hvis udlejer ikke overholder reglerne om indflytningssyn, mister han krav på normalistandsættelse ved lejers fraflytning. Krav på baggrund af lejers misligholdelse, hvor det lejede er forringet eller skadet som følge af fejlagtig brug, fejlagtig vedligeholdelse eller uforsvarlig adfærd, mister udlejer dog ikke ved fraflytning. 
Hvis udlejer udlejer mere end én beboelseslejlighed på tidspunktet for udlejers fraflytning, skal han syne beboelseslejligheden senest to uger efter, at han er blevet bekendt med lejers fraflytning og udarbejde flyttesynsrapport, jf. lejelovens § 98, stk. 3-5. Hvis udlejer ikke overholder kravene om flyttesynsrapport, bortfalder hans krav på istandsættelse.  
Hvis udlejer ikke er omfattet af reglerne om at holde flyttesyn, skal krav om istandsættelse fremsættes inden to uger efter lejers fraflytning. Hvis kravene ikke fremsættes rettidigt, mister udlejer et eventuelt istandsættelseskrav. 
Klager:
Ved de fleste uenigheder mellem udlejer og lejer har begge parter mulighed for at klage til Huslejenævnet i den kommune, hvor lejemålet ligger. Huslejenævnet har dog ikke kompetence til at tage træffe afgørelse i alle typer sager, jf. bl.a. lejelovens § 106, og parterne må indbringe sager direkte for Boligretten, hvis huslejenævnet ikke har kompetence i sagen.